# 163
163（一百六十三）是162與164之間的自然數。

## 数学性质
- 第38個質數。前一個為157、下一個為167。
  - 第12個幸运素数及第14個強質數。
  - (157,163)是第22對六素数偶。
  - 可以表示為x2+2y2形式的質數，163=12+2×92。
  - 高斯質數之一。
- 第100個無平方數因數的數。前一個為161。
- 第76個十进制的等數位數。前一個為162、下一個為166。
- 第9個黑格纳数，也是最大的黑格纳数。
- 射飛鏢3次絕不可能得到的最小分數。
- {\displaystyle M(163)=0}，其中函數{\displaystyle M}是Mertens函數。
- 第15個嚴格非迴文數。

## 在交通工具中
- 上海公交163路是上海市内一条公交线路。

## 网络
- 电话号码163曾用于中国电信拨号上网业务，现已改为16300、16388等
- 163骨干网，即中国公用计算机互联网的别称。
- www.163.com 中国门户网站网易的网址